# Herald Sun Tour de 2020
A 67.ª edição do Herald Sun Tour foi uma corrida de ciclismo de estrada por etapas que se celebrou entre a 5 e a 9 de fevereiro de 2020 em Austrália com início em Nagambie e final na cidade de Melbourne sobre um percurso de 612,1 km.
A corrida fez parte do UCI Oceania Tour de 2020, dentro da categoria UCI 2.1 e foi vencida pelo corredor australiano Jai Hindley da equipa Sunweb. O pódio completaram-no, como segundo e terceiro classificado respectivamente, os também australianos Sebastian Berwick do St George Continental e Damien Howson do Mitchelton-Scott.

## Equipas participantes
Tomaram parte na corrida 14 equipas, dos quais 4 foram de categoria UCI WorldTeam, 9 de categoria Continental e um amador da Austrália, quem formaram um pelotão de 95 ciclistas dos que terminaram 80. As equipas participantes foram:
| Equipes WorldTeam (4)- Mitchelton-Scott - EF Pro Cycling - Team Sunweb - Israel Start-Up Nation Equipes Continentais (9)- Sapura - Team BridgeLane - St George Continental Cycling Team - Kinan Cycling Team - ARA Pro Racing Sunshine Coast - Oliver's Real Food - Aevolo - Black Spoke Pro Cycling Academy - Nero Continental translation for headoftableIII_translate index 39 not found- Korda Mentha Real Estate Australia |
| |

## Percorrido
| Etapa | Data   | Percurso                      | type            | Distância (km) | Vencedor        | Líder geral     |
| ----- | ------ | ----------------------------- | --------------- | -------------- | --------------- | --------------- |
| 1     | 5 fev. | Nagambie – Shepparton         | etapa plana     | 120,7          | Alberto Dainese | Alberto Dainese |
| 2     | 6 fev. | Beechworth – Falls Creek      | média montanha  | 117,6          | Jai Hindley     | Jai Hindley     |
| 3     | 7 fev. | Bright (Vitória) – Wangaratta | etapa escarpada | 178,1          | Kaden Groves    | Jai Hindley     |
| 4     | 8 fev. | Mansfield – Mount Buller      | média montanha  | 106,6          | Jai Hindley     | Jai Hindley     |
| 5     | 9 fev. | Melbourne – Melbourne         | etapa plana     | 89,1           | Kaden Groves    | Jai Hindley     |

## Desenvolvimento da corrida

### 1.ª etapa
| Nagambie - Shepparton | etapa plana | (120,7 km) |

| \| Classificação por etapas \| Classificação por etapas \| Classificação por etapas \| Classificação por etapas \| Classificação por etapas \| \| Ciclista \| Ciclista \| Equipe \| Tempo \| \| \| ------------------------ \| ------------------------ \| ---------------------------------- \| ------------------------ \| ------------------------ \| \| 1. \| Alberto Dainese \| Team Sunweb \| 2h36m42s \| \| \| 2. \| Kaden Groves \| Mitchelton-Scott \| + 0s \| \| \| 3. \| Moreno Hofland \| EF Pro Cycling \| + 0s \| \| \| 4. \| Mihkel Räim \| Israel Start-Up Nation \| + 0s \| \| \| 5. \| Godfrey Slattery \| Korda Mentha Real Estate Australia \| + 0s \| \| \| 6. \| Michael Rice \| Hagens Berman Axeon \| + 0s \| \| \| 7. \| Roy Eefting \| Team Sapura Cycling \| + 0s \| \| \| 8. \| Yasuharu Nakajima \| Kinan Cycling Team \| + 0s \| \| \| 9. \| Tom Scully \| EF Pro Cycling \| + 0s \| \| |                   |                                    |          |
| |                   |                                    |          |
| |                   |                                    |          |
| Classificação por etapas |                   |                                    |          |
| Ciclista | Ciclista          | Equipe                             | Tempo    |
| 1. | Alberto Dainese   | Team Sunweb                        | 2h36m42s |
| 2. | Kaden Groves      | Mitchelton-Scott                   | + 0s     |
| 3. | Moreno Hofland    | EF Pro Cycling                     | + 0s     |
| 4. | Mihkel Räim       | Israel Start-Up Nation             | + 0s     |
| 5. | Godfrey Slattery  | Korda Mentha Real Estate Australia | + 0s     |
| 6. | Michael Rice      | Hagens Berman Axeon                | + 0s     |
| 7. | Roy Eefting       | Team Sapura Cycling                | + 0s     |
| 8. | Yasuharu Nakajima | Kinan Cycling Team                 | + 0s     |
| 9. | Tom Scully        | EF Pro Cycling                     | + 0s     |

| \| Classificação geral \| Classificação geral \| Classificação geral \| Classificação geral \| Classificação geral \| \| Ciclista \| Ciclista \| Equipe \| Tempo \| \| \| ------------------- \| ------------------- \| ---------------------------------- \| ------------------- \| ------------------- \| \| 1. \| Alberto Dainese \| Team Sunweb \| 2h36m42s \| \| \| 2. \| Kaden Groves \| Mitchelton-Scott \| + 4s \| \| \| 3. \| Moreno Hofland \| EF Pro Cycling \| + 6s \| \| \| 4. \| Roy Eefting \| Team Sapura Cycling \| + 7s \| \| \| 5. \| Benjamin Hill \| Team BridgeLane \| + 7s \| \| \| 6. \| Craig Wiggins \| St George Continental Cycling Team \| + 9s \| \| \| 8. \| Mihkel Räim \| Israel Start-Up Nation \| + 10s \| \| \| 9. \| Godfrey Slattery \| Korda Mentha Real Estate Australia \| + 10s \| \| \| 10. \| Michael Rice \| Hagens Berman Axeon \| + 10s \| \| |                  |                                    |          |
| |                  |                                    |          |
| |                  |                                    |          |
| Classificação geral |                  |                                    |          |
| Ciclista | Ciclista         | Equipe                             | Tempo    |
| 1. | Alberto Dainese  | Team Sunweb                        | 2h36m42s |
| 2. | Kaden Groves     | Mitchelton-Scott                   | + 4s     |
| 3. | Moreno Hofland   | EF Pro Cycling                     | + 6s     |
| 4. | Roy Eefting      | Team Sapura Cycling                | + 7s     |
| 5. | Benjamin Hill    | Team BridgeLane                    | + 7s     |
| 6. | Craig Wiggins    | St George Continental Cycling Team | + 9s     |
| 8. | Mihkel Räim      | Israel Start-Up Nation             | + 10s    |
| 9. | Godfrey Slattery | Korda Mentha Real Estate Australia | + 10s    |
| 10. | Michael Rice     | Hagens Berman Axeon                | + 10s    |

### 2.ª etapa
| Beechworth - Falls Creek | média montanha | (117,6 km) |

| \| Classificação por etapas \| Classificação por etapas \| Classificação por etapas \| Classificação por etapas \| Classificação por etapas \| \| Ciclista \| Ciclista \| Equipe \| Tempo \| \| \| ------------------------ \| ------------------------ \| ------------------------ \| ------------------------ \| ------------------------ \| \| 1. \| Jai Hindley \| Team Sunweb \| 3h06m29s \| \| \| 2. \| Damien Howson \| Mitchelton-Scott \| + 0s \| \| \| 3. \| Sebastian Berwick \| \| + 0s \| \| \| 4. \| Neilson Powless \| EF Pro Cycling \| + 13s \| \| \| 5. \| Michael Storer \| Team Sunweb \| + 37s \| \| \| 6. \| Jesse Ewart \| Team Sapura Cycling \| + 49s \| \| \| 7. \| James Whelan \| EF Pro Cycling \| + 1m01s \| \| \| 8. \| Jay Vine \| Nero Continental \| + 1m01s \| \| \| 9. \| Thomas Lebas \| Kinan Cycling Team \| + 1m05s \| \| \| 10. \| Robert Power \| Team Sunweb \| + 1m09s \| \| |                   |                     |          |
| |                   |                     |          |
| |                   |                     |          |
| Classificação por etapas |                   |                     |          |
| Ciclista | Ciclista          | Equipe              | Tempo    |
| 1. | Jai Hindley       | Team Sunweb         | 3h06m29s |
| 2. | Damien Howson     | Mitchelton-Scott    | + 0s     |
| 3. | Sebastian Berwick |                     | + 0s     |
| 4. | Neilson Powless   | EF Pro Cycling      | + 13s    |
| 5. | Michael Storer    | Team Sunweb         | + 37s    |
| 6. | Jesse Ewart       | Team Sapura Cycling | + 49s    |
| 7. | James Whelan      | EF Pro Cycling      | + 1m01s  |
| 8. | Jay Vine          | Nero Continental    | + 1m01s  |
| 9. | Thomas Lebas      | Kinan Cycling Team  | + 1m05s  |
| 10. | Robert Power      | Team Sunweb         | + 1m09s  |

| \| Classificação geral \| Classificação geral \| Classificação geral \| Classificação geral \| Classificação geral \| \| Ciclista \| Ciclista \| Equipe \| Tempo \| \| \| ------------------- \| ------------------- \| ------------------- \| ------------------- \| ------------------- \| \| 1. \| Jai Hindley \| Team Sunweb \| 5h43m01s \| \| \| 2. \| Damien Howson \| Mitchelton-Scott \| + 4s \| \| \| 3. \| Sebastian Berwick \| \| + 6s \| \| \| 4. \| Neilson Powless \| EF Pro Cycling \| + 23s \| \| \| 5. \| Michael Storer \| Team Sunweb \| + 47s \| \| \| 6. \| Jesse Ewart \| Team Sapura Cycling \| + 59s \| \| \| 7. \| James Whelan \| EF Pro Cycling \| + 1m01s \| \| \| 8. \| Jay Vine \| Nero Continental \| + 1m01s \| \| \| 9. \| Thomas Lebas \| Kinan Cycling Team \| + 1m15s \| \| \| 10. \| Robert Power \| Team Sunweb \| + 1m19s \| \| |                   |                     |          |
| |                   |                     |          |
| |                   |                     |          |
| Classificação geral |                   |                     |          |
| Ciclista | Ciclista          | Equipe              | Tempo    |
| 1. | Jai Hindley       | Team Sunweb         | 5h43m01s |
| 2. | Damien Howson     | Mitchelton-Scott    | + 4s     |
| 3. | Sebastian Berwick |                     | + 6s     |
| 4. | Neilson Powless   | EF Pro Cycling      | + 23s    |
| 5. | Michael Storer    | Team Sunweb         | + 47s    |
| 6. | Jesse Ewart       | Team Sapura Cycling | + 59s    |
| 7. | James Whelan      | EF Pro Cycling      | + 1m01s  |
| 8. | Jay Vine          | Nero Continental    | + 1m01s  |
| 9. | Thomas Lebas      | Kinan Cycling Team  | + 1m15s  |
| 10. | Robert Power      | Team Sunweb         | + 1m19s  |

### 3.ª etapa
| Bright (Vitória) - Wangaratta | etapa escarpada | (178,1 km) |

| \| Classificação por etapas \| Classificação por etapas \| Classificação por etapas \| Classificação por etapas \| Classificação por etapas \| \| Ciclista \| Ciclista \| Equipe \| Tempo \| \| \| ------------------------ \| ------------------------ \| ---------------------------------- \| ------------------------ \| ------------------------ \| \| 1. \| Kaden Groves \| Mitchelton-Scott \| 4h07m27s \| \| \| 2. \| Alberto Dainese \| Team Sunweb \| + 0s \| \| \| 3. \| Mihkel Räim \| Israel Start-Up Nation \| + 0s \| \| \| 4. \| Moreno Hofland \| EF Pro Cycling \| + 0s \| \| \| 5. \| Michael Rice \| Hagens Berman Axeon \| + 0s \| \| \| 6. \| Michael Freiberg \| ARA Pro Racing Sunshine Coast \| + 2s \| \| \| 7. \| Hayden McCormick \| Black Spoke Pro Cycling Academy \| + 2s \| \| \| 8. \| Omer Goldstein \| Israel Start-Up Nation \| + 2s \| \| \| 9. \| Godfrey Slattery \| Korda Mentha Real Estate Australia \| + 2s \| \| \| 10. \| Samuel Jenner \| Team BridgeLane \| + 2s \| \| |                  |                                    |          |
| |                  |                                    |          |
| |                  |                                    |          |
| Classificação por etapas |                  |                                    |          |
| Ciclista | Ciclista         | Equipe                             | Tempo    |
| 1. | Kaden Groves     | Mitchelton-Scott                   | 4h07m27s |
| 2. | Alberto Dainese  | Team Sunweb                        | + 0s     |
| 3. | Mihkel Räim      | Israel Start-Up Nation             | + 0s     |
| 4. | Moreno Hofland   | EF Pro Cycling                     | + 0s     |
| 5. | Michael Rice     | Hagens Berman Axeon                | + 0s     |
| 6. | Michael Freiberg | ARA Pro Racing Sunshine Coast      | + 2s     |
| 7. | Hayden McCormick | Black Spoke Pro Cycling Academy    | + 2s     |
| 8. | Omer Goldstein   | Israel Start-Up Nation             | + 2s     |
| 9. | Godfrey Slattery | Korda Mentha Real Estate Australia | + 2s     |
| 10. | Samuel Jenner    | Team BridgeLane                    | + 2s     |

| \| Classificação geral \| Classificação geral \| Classificação geral \| Classificação geral \| Classificação geral \| \| Ciclista \| Ciclista \| Equipe \| Tempo \| \| \| ------------------- \| ------------------- \| ---------------------------------- \| ------------------- \| ------------------- \| \| 1. \| Jai Hindley \| Team Sunweb \| 9h50m30s \| \| \| 2. \| Damien Howson \| Mitchelton-Scott \| + 4s \| \| \| 3. \| Sebastian Berwick \| \| + 6s \| \| \| 4. \| Neilson Powless \| EF Pro Cycling \| + 23s \| \| \| 5. \| Michael Storer \| Team Sunweb \| + 47s \| \| \| 6. \| Jesse Ewart \| Team Sapura Cycling \| + 59s \| \| \| 7. \| James Whelan \| EF Pro Cycling \| + 1m08s \| \| \| 8. \| Jay Vine \| Nero Continental \| + 1m11s \| \| \| 9. \| Thomas Lebas \| Kinan Cycling Team \| + 1m15s \| \| \| 10. \| Rudy Porter \| Korda Mentha Real Estate Australia \| + 1m39s \| \| |                   |                                    |          |
| |                   |                                    |          |
| |                   |                                    |          |
| Classificação geral |                   |                                    |          |
| Ciclista | Ciclista          | Equipe                             | Tempo    |
| 1. | Jai Hindley       | Team Sunweb                        | 9h50m30s |
| 2. | Damien Howson     | Mitchelton-Scott                   | + 4s     |
| 3. | Sebastian Berwick |                                    | + 6s     |
| 4. | Neilson Powless   | EF Pro Cycling                     | + 23s    |
| 5. | Michael Storer    | Team Sunweb                        | + 47s    |
| 6. | Jesse Ewart       | Team Sapura Cycling                | + 59s    |
| 7. | James Whelan      | EF Pro Cycling                     | + 1m08s  |
| 8. | Jay Vine          | Nero Continental                   | + 1m11s  |
| 9. | Thomas Lebas      | Kinan Cycling Team                 | + 1m15s  |
| 10. | Rudy Porter       | Korda Mentha Real Estate Australia | + 1m39s  |

### 4.ª etapa
| Mansfield - Mount Buller | média montanha | (106,6 km) |

| \| Classificação por etapas \| Classificação por etapas \| Classificação por etapas \| Classificação por etapas \| Classificação por etapas \| \| Ciclista \| Ciclista \| Equipe \| Tempo \| \| \| ------------------------ \| ------------------------ \| ------------------------ \| ------------------------ \| ------------------------ \| |          |        |       |
| |          |        |       |
| |          |        |       |
| Classificação por etapas |          |        |       |
| Ciclista | Ciclista | Equipe | Tempo |

| \| Classificação geral \| Classificação geral \| Classificação geral \| Classificação geral \| Classificação geral \| \| Ciclista \| Ciclista \| Equipe \| Tempo \| \| \| ------------------- \| ------------------- \| ------------------- \| ------------------- \| ------------------- \| |          |        |       |
| |          |        |       |
| |          |        |       |
| Classificação geral |          |        |       |
| Ciclista | Ciclista | Equipe | Tempo |

### 5.ª etapa
| Melbourne - Melbourne | etapa plana | (89,1 km) |

| \| Classificação por etapas \| Classificação por etapas \| Classificação por etapas \| Classificação por etapas \| Classificação por etapas \| \| Ciclista \| Ciclista \| Equipe \| Tempo \| \| \| ------------------------ \| ------------------------ \| ------------------------ \| ------------------------ \| ------------------------ \| |          |        |       |
| |          |        |       |
| |          |        |       |
| Classificação por etapas |          |        |       |
| Ciclista | Ciclista | Equipe | Tempo |

## Classificações finais
As classificações finalizaram da seguinte forma:

### Classificação geral
| \| Classificação geral \| Classificação geral \| Classificação geral \| Classificação geral \| Classificação geral \| \| Ciclista \| Ciclista \| Equipe \| Tempo \| \| \| ------------------- \| ------------------- \| ------------------- \| ------------------- \| ------------------- \| |          |        |       |
| |          |        |       |
| Fonte: ProCyclingStats |          |        |       |
| Classificação geral |          |        |       |
| Ciclista | Ciclista | Equipe | Tempo |

### Classificação da montanha
| Classificação da montanha | Classificação da montanha | Classificação da montanha | Classificação da montanha | Classificação da montanha |
| Ciclista                  | Ciclista                  | Equipe                    | Pontos                    |                           |
| ------------------------- | ------------------------- | ------------------------- | ------------------------- | ------------------------- |

### Classificação dos jovens
| Classificação dos jovens | Classificação dos jovens | Classificação dos jovens | Classificação dos jovens | Classificação dos jovens |
| Ciclista                 | Ciclista                 | Equipe                   | Tempo                    |                          |
| ------------------------ | ------------------------ | ------------------------ | ------------------------ | ------------------------ |

### Classificação por equipas
| Classificação por equipes | Classificação por equipes | Classificação por equipes | Classificação por equipes |
| Equipe                    | Equipe                    | Tempo                     |                           |
| ------------------------- | ------------------------- | ------------------------- | ------------------------- |

## Evolução das classificações
| Etapa                 | Vencedor              | Classificação geral | Classificação por pontos | Classificação da montanha | Classificação dos jovens | Classificação por equipas |
| --------------------- | --------------------- | ------------------- | ------------------------ | ------------------------- | ------------------------ | ------------------------- |
| 1.ª                   | Alberto Dainese       | Alberto Dainese     | Alberto Dainese          | não outorgado             | Alberto Dainese          | EF                        |
| 2.ª                   | Jai Hindley           | Jai Hindley         | Benjamin Hill            | Jai Hindley               | Sebastian Berwick        | Sunweb                    |
| 3.ª                   | Kaden Groves          | Jai Hindley         | Alberto Dainese          | Jai Hindley               | Sebastian Berwick        | Sunweb                    |
| 4.ª                   | Jai Hindley           | Jai Hindley         | Benjamin Hill            | Jai Hindley               | Sebastian Berwick        | Sunweb                    |
| 5.ª                   | Kaden Groves          | Jai Hindley         | Benjamin Hill            | Jai Hindley               | Sebastian Berwick        | Sunweb                    |
| Classificações finais | Classificações finais | Jai Hindley         | Benjamin Hill            | Jai Hindley               | Sebastian Berwick        | Sunweb                    |

## UCI World Ranking
O Herald Sun Tour outorgou pontos para o UCI World Ranking para corredores das equipas nas categorias UCI WorldTeam, UCI ProTeam e Continental. As seguintes tabelas são o barómetro de pontuação e os 10 corredores que obtiveram mais pontos:
| Posição             | 1.º | 2.º | 3.º | 4.º | 5.º | 6.º | 7.º | 8.º | 9.º | 10.º | 11.º | 12.º | 13.º-15.º | 16.º-25.º |
| Classificação geral | 125 | 85  | 70  | 60  | 50  | 40  | 35  | 30  | 25  | 20   | 15   | 10   | 5         | 3         |
| Por etapa           | 14  | 5   | 3   |     |     |     |     |     |     |      |      |      |           |           |
| Líder               | 3   |     |     |     |     |     |     |     |     |      |      |      |           |           |

| Classificação |                   |                                    |       |       |       |       |
| Posição       | Ciclista          | Equipa                             | Geral | Etapa | Líder | Total |
| ------------- | ----------------- | ---------------------------------- | ----- | ----- | ----- | ----- |
| 1.º           | Jai Hindley       | Sunweb                             | 125   | 28    | 9     | 162   |
| 2.º           | Sebastian Berwick | St George Continental              | 85    | 8     | -     | 93    |
| 3.º           | Damien Howson     | Mitchelton-Scott                   | 70    | 5     | -     | 75    |
| 4.º           | Neilson Powless   | EF                                 | 60    | -     | -     | 60    |
| 5.º           | Jay Vim           | Nero Continental                   | 50    | 3     | -     | 53    |
| 6.º           | Jesse Ewart       | Sapura                             | 40    | -     | -     | 40    |
| 7.º           | Michael Storer    | Sunweb                             | 35    | -     | -     | 35    |
| 8.º           | Kaden Groves      | Mitchelton-Scott                   | -     | 33    | -     | 33    |
| 9.º           | Thomas Lebas      | Kinan                              | 30    | -     | -     | 30    |
| 10.º          | Rudy Porter       | Korda Mentha Real Estate Australia | 25    | -     | -     | 25    |